# Moltifao
Moltifao es una comuna francesa situada en la circunscripción departamental de Alta Córcega, en el territorio de la colectividad de Córcega.

## Demografía
| 465 | 437 | 383 | 434 | 427 | 549 | 703 |
| Para los censos de 1962 a 1999 la población legal corresponde a la población sin duplicidades (Fuente: INSEE [Consultar]) |     |     |     |     |     |     |